# Gagea quasitenuifolia
Gagea quasitenuifolia är en liljeväxtart som beskrevs av Igor Germanovich Levichev. Gagea quasitenuifolia ingår i Vårlökssläktet och i familjen liljeväxter. Inga underarter finns listade.